# جعفر المؤذن
هو الشيخ جعفر المؤذن أكبر أبناء الحاج محمد حسن محمد مكي العالي، ولد عام 1964م في قرية عالي في كنف أبوين صالحَين يستنشقان عبير الإيمان في رياض مآتم أبي عبد الله الحسين ، لا يفارق سمع شيخنا الجليل منذ الصغر صوت أبيه الجهوري الخاشع وهو يملأ فضاء المجالس الرمضانية، كما لا تفارقه ترنيمات والدته الجليلة وهي تستعذب ترديد المفاهيم الحسينية.
للشيخ جعفر خمسة أخوة وله أربع أخوات، وبشخصيته المميزة كان الشيخ قريباً من الجميع ومستشار الجميع، وهو يتّسم بصراحة وصدق مميزين لذا فإن من يطلب مشورته يجد عنده أفقاً واضحاً من الرؤية والعزيمة ولربما يشق على البعض شدة صراحته.
للشيخ ستة أبناء: علي أكبر وصادق ومحمود ومحمد (من زوجته الإيرانية) وحسن وكاظم (من زوجته القطرية).
منذ كان الشيخ يافعاً كان عندما يفتح البيت ليخرج من بيئته الأسرية المحافظة دينياً إلى بيئةٍ أخرى، فإن هذه البيئة لا تختلف إلا من حيث الشخوص؛ فالشيخ جعفر يختار رفقاءه وزملاءه وجلساءه جيداً. 
شارك رغم صغر سنه آنذاك بجد ونشاط في بناء (مكتبة الإمام المنتظر) وقد كُرِّم لجهوده في ذلك. 
لما رحل إلى إيران استوثقت معرفته وصلته بزملائه من علماء القرية وغيرهم لا سيما الشيخ علي الحاج عاشور، والشيخ عبد الله بن الشيخ، والشيخ جعفر زين العابدين والشيخ علي الشيخ إبراهيم، والشيخ حميد الشيخ إبراهيم، والشيخ محمود الحاج حسن. وهكذا يقضي الشيخ جعفر أيامه ولياليه في طاعة الله سبحانه وتعالى فلا تجده إلا بين عالمِ دينٍ يخطب في مأتم، أو محاضرٍ يلقي بحثاً في محفلٍ أو مسجد، أو واعظاً يبعث موات النفوس قبل أن تموت الأبدان، أو معلماً تحف به حلقة إما من طلبة العلوم الشرعية أو الشباب الذين يريدون أن يفتحوا آفاق عقولهم على هذا الحقل المدهش المقدّس؛ وهكذا فإن الشيخ جعفر حدد اختياراته في المناهج والطرق فاستوضحت علاقاته كما استوضحت الأصدقاء والرفقاء، إضافة إلى ذلك فقد كان يسعى ليقوم بهذه الأدوار.

## دراسته الدينية في إيران
لقد وطّن الشيخ جعفر نفسَهُ لأن يكون من هؤلاء الذين أشاد بهمُ اللهُ في قرآنهِ المجيد فقال: (وَمَا كَانَ الْمُؤْمِنُونَ لِيَنفِرُواْ كَآفَّةً فَلَوْلاَ نَفَرَ مِن كُلِّ فِرْقَةٍ مِّنْهُمْ طَآئِفَةٌ لِّيَتَفَقَّهُواْ فِي الدِّينِ وَلِيُنذِرُواْ قَوْمَهُمْ إِذَا رَجَعُواْ إِلَيْهِمْ لَعَلَّهُمْ يَحْذَرُونَ) سورة التوبة 122، فسافر مغترباً إلى إيران في سبتمبر عام 1981م وهو في زهرة شبابه (السابعة عشر من العمر) لم يلتفت إلى آمال كثيرٍ من قرنائه وهم يعيشون فترة تفتح زهرة أعمارهم في الأفياء والأفنان. قرر الشيخ جعفر أن يعض على نواجذه فمرّن نفسه على أن يكون صاحب إرادةٍ فولاذية ليغيّر مسار الرتابة والروتين الذي درج عليه الأشخاص العاديون في دوامة الحياة القروية.
هناك في الغربة انفتحت له الآفاق فـ(من يتّق اللهَ يجعلْ له مخرجاً)، وفي بساتين الفقه والأصول والعقائد تعرّف الشيخ جعفر أكثر وأكثر على معينٍ لا ينضب، وعلى عوالمَ لا تنفد، فدرس المقدمات على يد العلامة الشيخ علي المبارك والعلامة الشيخ حميد المبارك، ودرس السطوح على يديهما أيضاً بالإضافة إلى العلامة الشيخ حسين نجاتي، ثم درس البحث الخارج على يد العلامة الشيخ حسين نجاتي، كما أنه درس لفترة من الزمن عند رئيس قضاة إيران السيد محمود الهاشمي الشاهرودي.
أثناء دراسته في إيران شارك في رحلات تبليغية إرشادية لتعليم الأحكام الشرعية، شهد له الكل بالكفاءة في هذا الأمر، فهو متمكن من الإرشاد باللغتين العربية والفارسية.
هكذا يقضي الشيخ جعفر أحد عشر عاماً تقريباً (1981-1992م)، ثم يرجع إلى موطنه في يوليو عام 1992م بمتاعٍ ثرٍّ لم يبخل به على أحدٍ من الناس، عاد وفي راحلتِهِ زاد العلم وزاد التقوى وراية خدمة الناس خفّاقة.
وفي البحرين يلتحق بإحدى الحوزات الدينية الشهيرة ويتتلمذ على يديه بعض من طلبة العلوم الدينية.

## الشيخ جعفر في قطر
عاد الشيخ جعفر من إيران بعد أحد عشر سنة قضاها في حلقات الدراسة، عاد ليؤدي أمانته وليس لأجل أن يتدارك متعة الحياة بين الأهل والأحباب، وعندما وجد في حساباته المنطقية أن هناك من هم أحوج إليه سعى إليهم دون أن يقيس المسافة بأمتار هذه الدنيا الزائلة أو أن يضع في حسبانهِ ما قد يترتب على السفر من فراق أعز الناس عليه من الوالدين والأهل والأصدقاء أو يفكر في الاستقرار في قريته مع أهله وأحبّته. إذن ها هو الشيخ جعفر المؤذن تغرّب لتأدية مسئولية العلم كما تغرب في تحصيل هذا العلم. 
وقبل أن تستقر قدمه طويلاً في قرية عالي، يسافر الشيخ جعفر إلى دولة قطر في أكتوبر عام 1993م بناءً على ترشيح العلامة الشيخ أحمد العصفور ليقوم بوعظ وتثقيف وتوعية وتعليم الناس، فكان لهم كمنحة إلهية طالما انتظرها الشغوفون إلى درب الإيمان. وفي قطر أقام الشيخ جعفر الجمعة والجماعة، وحرص في صلواته وفي كل المحافل أن يقوم بدوره على أكمل وجه، وكأن وطنه هو ذلك الواجب الذي رسمته له شرعة السماء.
أسس مع الشيخ محمد حبيب القطري مركز خاتم الأنبياء واتخذ الشيخ جعفر منه منطلقاً لدروسه الدينية وأنشطته الثقافية، وكان يضم أكثر من ألف طالب وطالبة مع توفير المواصلات لهم. ويحتوي المركز قاعات واسعة مجهزة بأحدث التجهيزات اللازمة للدراسة، فكل قاعة تضم «بروجكتر» وعدة حواسيب آلية وكان الشيخ يقوم فيها بدور الإداري والمدرس للمستويات العليا في نفس الوقت، كما أنه أعدّ مع رفيقه مناهج دراسية مميزة وشاملة كانت محل تهافت كثير من المهتمين بشئون التدريس لذا فقد استفادت منها مراكز تعليمية عدة في أكثر من دولة ومن بينها البحرين.
بعد وفاة الشيخ جعفر، وبسبب ضغط التيار السلفي المتشدد وحدوث بعض التطورات في قطر تم إقفال مركز خاتم الانبياء واعتقال الشيخ محمد حبيب.
أنشأ مكتبة حرص على أن يوفر فيها مختلف صنوف الكتب المفيدة، وكان يحرص بقوة على إيجاد جيل قارئ ومثقف يعتمد على نفسه في البحث واستقصاء شتى ميادين المعرفة وكانت للشيخ مكتبته الخاصة الغنية بشتى المعارف وكان يوصي الشباب عند غيابه أو سفره بفتح مكتبته واستخدامها لطالبي التعلم والتثقف مع تيسير ذلك بفتح باب الاستعارة حتى بعد وفاته.
كان الشيخ جعفر يحاضر أسبوعياً في أكثر من ديوانية تضم جملة من المثقفين وأصحاب الجاه، تتميز هذه المجالس باتساع الحوار فيها للقضايا الدينية والفكرية والاجتماعية، ولم تكن علاقته بمستمعيه علاقة رسمية بل تأخذ طابع الصداقة والاحترام الأخوي.
ويعود الشيخ جعفر من قطر مجدداً إلى أحضان قريته في شهر أغسطس عام 1997م.

## مواصفاته ومميزاته
الشيخ جعفر خلية نشاط لا تكل فهو لا يكاد يفرغ من أمر حتى التحق بآخر. كانت له اهتمامات بالنص المعصوم وبالفلسفة العقلية والعرفانية الولائية، وكانت أهم الموضوعات التي يتناولها ويركز عليها في مجالسه وحديثه العنصر الولائي، وحقيقة أهل البيت النورانية ومنهج معرفتها، وتوضيح الوظائف الحقيقية للعلماء ودور المجتمع ومسئوليته والعلاقة بينهما.
كان أسلوبه في التدريس يرتكز على تبسيط الموضوع، والعرض السلس، وإثارة الموضوع بطريق السؤال، حث المستمع على متابعة الموضوع والقراءة والمناقشة فيه، وإقامة علاقة اخوية بينه وبين مستمعيه تعتمد على الود والنصيحة.
وقد عرف الشيخ جعفر الخطابة الحسينية، مارسها لكنه لم يتوجه إليها، حيث اقتصر في تعاطيها على مجالس الأصدقاء، فقد كان اهتمامه منصباً أكثر على مساهماته في تشجيع إقامة الاحتفالات الدينية وبالمشاركة فيها.
التواضع عند الشيخ جعفر ليس قاطرة يستقلها لتأخذه إلى مديح الناس، فهو أكثر الناس نفوراً من التملق. التواضع طبعٌ تشكلت به نفس الشيخ منذ نعومة أظافره.
وهلة من الزمن نفتح ثغرها لنجد الشيخ جعفر بين الشباب يحاول أن يكون (المثال) بما تعنيه من أفقٍ مطلَقٍ تطيرُ له الأرواحُ حتى تعجز عن بلوغِ حدِّهِ الأجساد. (كلمة لا) لم يسمح الشيخ جعفر لنفسه أن يتلفظها أو يستمرئها داخل نفسه إلا إذا كانت هذه الـ(لا) هي رؤيته لهذا التكليف. عندما يقرر أن يقول (نعم) نجد الشيخ يضع طاقته لأنْ تكون هذه الـ(نعم) نعمٌ المسئولة، فهو يحاول أن يؤدي الدور كواجب مهما يكلفه من مشاق ثم إنه يروِّض نفسه لأن يقدم على هذا الواجب برضا وحب.
مشغولا، لكنك عندما تسأله أن يشرح لك مقرراً في (شذور الذهب) فإنه يفتح حلقته في المسجد لك وحدك، أو لشخصين فقط!، فـ(الكم) عنده لا يبتلع (الكيف)؛ وعندما يفوته شيء من التفصيل في مسألة معقدة فإنه لا يحيلك لشخصٍ آخر أو يداري في ذلك بل يضرب معك موعداً ليشرح لك هذه المسألة، وذلك لأن صدقية الحقيقة عنده أهم من حرج الموقف وغاية أعلى من كل اعتبار، هذا المبدأ عند الشيخ هو ركن ركين في صراحته التي اشتُهِر وتميز بها.
للشيخ جعفر حس اجتماعي مرهف، فهو لا يكاد يُفتَقَد في محافل القرية في أحزانها وأفراحها، فهو إن غاب عن تلك المحافل جسمُه في فترة ما وخصوصاً في أواخر سني حياته فذلك لأنه كان مسافراً يؤدي مهام وظيفته الشرعية، ومع ذلك فإن روحه لم تغب عن تتبع أخبار الناس وترقب أحوالهم. زكان ممد يمدون يد العون للفقراء والمحتاجين في البلاد، وكان يعمل في صمت لا ينتظر الثناء والمديح.

## آثاره
ربما يوجد له أكثر من كتاب، خاصة أننا لم نتمكن من التواصل مع إدارة مركز الخاتم لنحصل على المزيد من المعلومات حول الشيخ هناك، لكنه من المؤكد ان للشيخ جعفر كتاب واحد على الأقل لا يزال مخطوطاً يتعلق وقد ألفه الشيخ ليدعم به مناهج مركز الخاتم الذي تحدثنا عنه سابقاً. كما توجد مجموعة من أشرطة محاضراته ومشاركاته التي ساهم بها في مختلف الاحتفالات الدينية.

## رحيله
وكأن الشيخ على سابق موعد بقرب الجل يقول أحد الأخوة : (رأى الشيخ في منامه حلما استيقظ على أثره مسترجعاً، فتجهز لملاقاة ربه عز وجل، وكان قد جلب معه قارورة ماء من بئر زمزم وأوصى برشها على جسده الطاهر أثناء تغسيله.)
وشاء الله أن يحقق موعده في لقاء عبده المؤمن وهو في هذا الاتجاه الذي حث عليه هذا الدين القويم من تواصُلٍ مع الناس وزيارة المؤمنين لإدخال المسرة على قلوبهم.
في التاسع عشر من شهر أبريل عام 2005م كان الشيخ قد عقد العزم على زيارة بعض أصدقائه ويتعرض الشيخ جعفر لحادث مروري مريع وهو في طريق الرجوع بعد زيارة بعض المؤمنين بالمملكة العربية السعودية. وهكذا يرحل عن الدنيا الشيخ جعفر العالي وتغمد روحه بالجنة.